# 藤原千古
藤原 千古（ふじわら の ちふる/ちこ、生没年不詳）は、平安時代の右大臣藤原実資の娘。母親は不明であるが、義弟である源頼定の乳母の娘と言われている。

## 生涯
生年は不詳であるが、万寿元年12月13日（1025年1月15日）に当時の貴族女性の成人の儀式に相当する着裳が行われており、当時の着裳が14歳前後数年のうちに行われていたことから、寛弘8年（1011年）頃の出生と推定されている。
父親の実資は天徳元年（957年）生まれであることから、50歳過ぎにして漸く出来た娘ということになり、非常にこれを溺愛した。『大鏡』によれば、彼女に「かぐや姫」と愛称を付けたされる。また、寛仁3年12月9日（1020年1月6日）には処分状を作成して、小野宮家に伝わる荘園などの財産の殆どを千古に継承させ、「道俗子等一切不可口入」と宣言して、養嗣子の資平（甥）や僧侶にしていた庶子良円にはほとんど財産を残さなかった。
実資は千古を天皇の妃にすることを望んだが、表面上は実資に敬意を払いつつもその政治力の拡大を恐れる藤原道長・頼通父子の前に入内を阻まれた。このため、具平親王の子である源師房を婿にしようとするが、小野宮家と村上源氏の婚姻による政治力の拡大を警戒した道長が家族の反対を押し切る形で娘の藤原尊子の婿にしてしまう。その後、実資は正妻を亡くしていた道長の子・長家の後妻にしようと図り、道長の了承を得るが長家がこれを拒絶したため、縁談は破談となった。その後、道長の孫である藤原兼頼（頼宗の子）の妻になった。その後、1036年に兼頼との間に娘（藤原祐家室、1036-1134）を儲けたが、長暦2年（1038年）頃に父・実資よりも先に没した。結果的には、道長ら九条流の最大の競争相手であった小野宮流の財産の殆どが九条流（正確には道長の御堂流）に入ることとなり、経済的基盤を失った小野宮流は院政期には没落して事実上消滅することになった。